# Henry Flynt

Henry Flynt (2008)

Henry Flynt (* 1940 in Greensboro, North Carolina) ist ein amerikanischer Avantgardekünstler, dessen vielfältige Aktivitäten sich auf die Philosophie, Mathematik, Wirtschaftswissenschaften, Musik und Bildende Kunst erstrecken.

## Leben und Werk
Flynt wird mit den Kunstrichtungen Konzeptkunst und Fluxus in Verbindung gebracht. Bereits 1961 prägte er den Begriff concept art, welches jedoch als eigenes Genre zu werten ist. Die Rezeption von Flynts concept art wird im deutschen Sprachraum dadurch erschwert, dass die sich in der zweiten Hälfte der 1960er Jahre durch Akteure wie Joseph Kosuth oder den Kunsthändler, Kurator und Herausgeber Seth Siegelaub propagierte conceptual art pauschal in der Regel als Konzeptkunst übersetzt wird. Dieser Sprachgebrauch folgt wesentlich Klaus Honnefs erster deutscher Monographie zum Phänomen konzeptueller künstlerischer Praktiken mit dem irreführenden Titel Concept Art (Köln 1971), in der Flynt bezeichnenderweise keinerlei Erwähnung findet. Insofern ist es irrig, Flynt als Pionier der Konzeptkunst zu bezeichnen, so sie sich dieser Begriff auf die heute kanonische bezieht.  Als zeitweiliges Mitglied einer sektiererischen linken Gruppierung, der Workers World Party bekämpfte er die Institutionen der bürgerlichen Kultur wie Museen und Opernhäuser.

## Schriften (Auswahl)
- Concept-Art Translated and introduced by Nicolas Feuillie, Les presses du réel, Avant-gardes, Dijon 1962
- Concept Art. In: La Monte Young (ed.): An Anthology. 1st edition, New York 1963
- Concept Art (revised). In: La Monte Young (ed.): An Anthology. 2nd edition, New York 1970

## Ausstellungen
- Henry Flynt. Activities 1959 –. Kunstverein für die Rheinlande und Westfalen, Düsseldorf, 6. Oktober 2012 bis 20. Januar 2013 und ZKM – Zentrum für Kunst und Medientechnologie, Karlsruhe, 2. März bis 12. Mai 2013[3]
- Christophe Levaux, (2015) "Henry Flynt et la réinvention des racines culturelles", tacet 4.